# Maldane sarsi
Maldane sarsi är en ringmaskart som beskrevs av Anders Johan Malmgren 1865. Maldane sarsi ingår i släktet Maldane och familjen Maldanidae. Arten är reproducerande i Sverige.

## Underarter
Arten delas in i följande underarter:
- M. s. borealis
- M. s. antarctica